# Conexão Roberto D'Avila
O Conexão Roberto D'Avila foi um programa brasileiro de entrevistas, transmitido por diversos canais de televisão ao longo de seus mais de dez anos de história. Foi dirigido e apresentado pelo próprio jornalista Roberto D'Ávila. O programa foi palco de entrevistados como Fidel Castro e Omar Sharif.

## Histórico
O programa Conexão Roberto D'Ávila foi exibido pela TV Cultura entre os anos de 1998 e 2008, quando foi transferido para a grade da TV Brasil. Contudo, a partir de 2014, o jornalista passou a fazer parte do quadro de entrevistadores da GloboNews.